# Sarakhs
Sarakhs este un oraș din Iran.